# Pablo Morillo
Pablo Morillo, francoski general, * 1778, † 1837.